# Левин, Евгений Ильич
Евге́ний Ильи́ч Ле́вин (7 ноября 1913 — не ранее 1998) — советский разведчик, действовавший под прикрытием учёного (специалист по прокатному оборудованию); полковник КГБ. Лауреат Ленинской премии.

## Биография
В 1936 году окончил МВТУ. В 1935—1937 годах работал в лаборатории проката и прокатного машиностроения при МВТУ, в 1937—1941 годах — в конструкторском бюро Наркомата оборонной промышленности СССР.
С 1941 года служил в НКВД, занимался научными и техническими операциями. В 1945—1949 годах — научный сотрудник ВНИИП металлургического машиностроения (оперативное прикрытие).
В 1950—1957 годах в командировке в ГДР; в 1953 году — заместитель уполномоченного МВД СССР в Германии, затем его прикрытием стал пост заместителя начальника научно-технической секции Советской торговой делегации в Восточном Берлине.
С 1957 года — в Государственном научно-техническом комитете СССР (заместитель начальника отдела ГКНТ Джермена Гвишиани, заведующий лабораторией). Участвовал в создании новой технологии для проката.
В начале 1960-х — «шеф» Олега Пеньковского, который так характеризовал Левина: «Работающий в нашем комитете Евгений Ильич Левин, сотрудник КГБ и заместитель Гвишиани, — пьяница и распутник».
Диссертацию кандидата технических наук по теме «Исследование процесса и создание станов для винтовой прокатки полых профилей переменного сечения» защитил в 1972 году.

## Награды
- Ленинская премия (1964) — за создание и внедрение новой технологии и комплекса станов для прокатки круглых периодических профилей.